# Serafin (Roris)
Serafin, imię świeckie Sokrates Roris (ur. 1929 w Kosmas Kynouria) – grecki duchowny prawosławny, od 1968 metropolita Karystii i Skyros.

## Życiorys
Święcenia prezbiteratu przyjął w 1962 r. W 1968 r. otrzymał chirotonię biskupią.